# Eduardo Mondlane-universiteit
De Eduardo Mondlane-universiteit (Portugees: Universidade Eduardo Mondlane - UEM) is de oudste universiteit in Mozambique en is gevestigd in Maputo. De universiteit heeft ongeveer 40.000 studenten.

## Geschiedenis
De voorganger van de UEM werd in 1962 opgericht door de Portugese koloniale macht in Lourenço Marques (het huidige Maputo). Haar naam was destijds Estudos Gerais Universitários de Moçambique. In 1968 verkreeg ze de status van universiteit en werd de naam veranderd in Universidade de Lourenço Marques. Na de onafhankelijkheid van Mozambique, werd ze op 1 mei 1976 vernoemd naar de voormalige leider van de verzetsbeweging FRELIMO, Eduardo Mondlane (1920–1969).

## Faculteiten

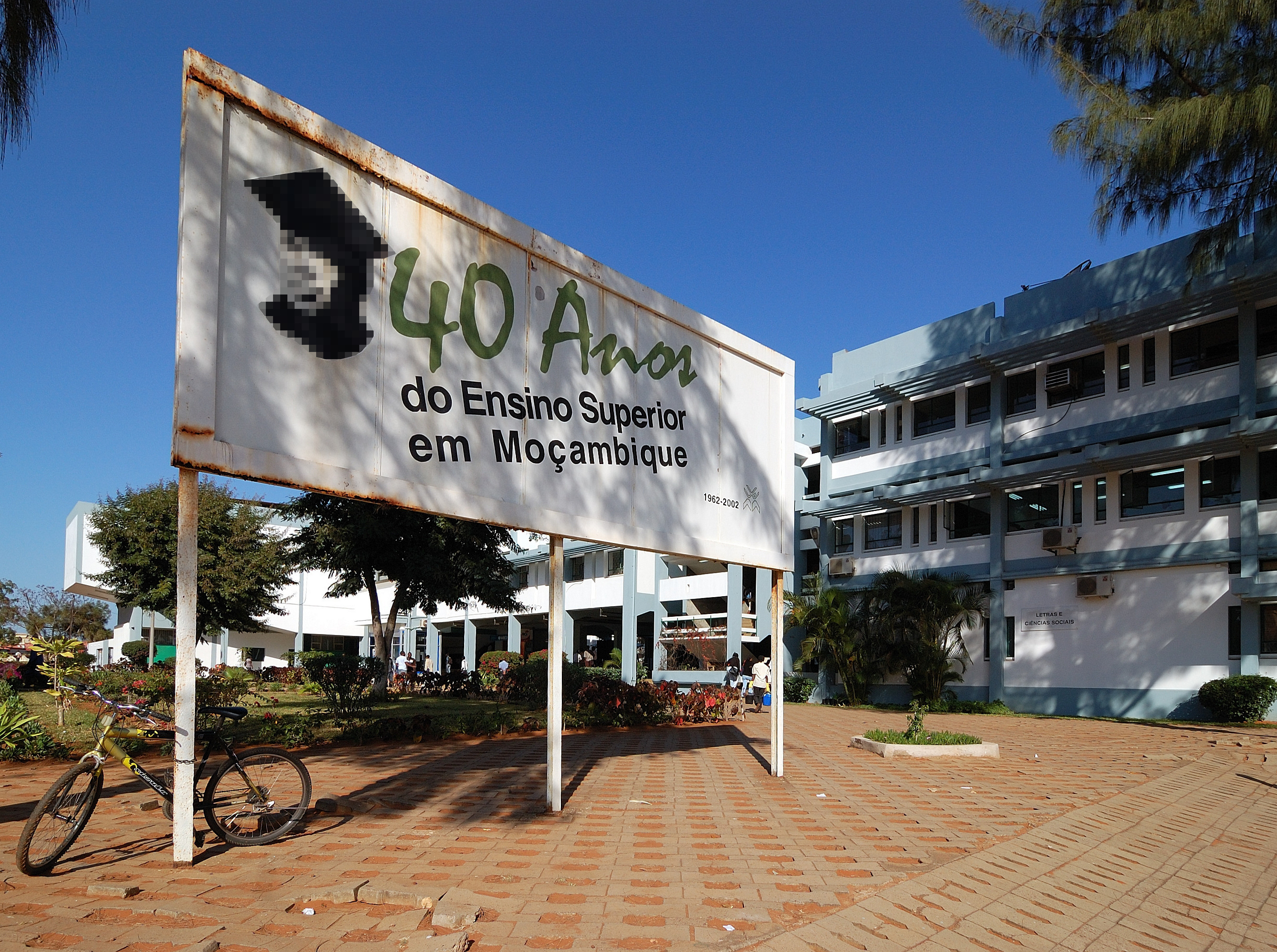
Eduardo Mondlane-universiteit, 2009

De universiteit heeft elf faculteiten:
- Faculteit Land- en Bosbouw
- Faculteit Bouwkunde
- Faculteit Natuurwetenschappen
- Faculteit Rechtsgeleerdheid
- Faculteit Economische Wetenschappen
- Faculteit Wijsbegeerte
- Faculteit Pedagogiek
- Faculteit Ingenieurswetenschappen
- Faculteit Letteren en Sociale Wetenschappen
- Faculteit Geneeskunde
- Faculteit Diergeneeskunde